# Thomas de Corbridge
Thomas de Corbridge († 22 septembre 1304) est un ecclésiastique anglais devenu archevêque d'York.

## Biographie
Certaines sources indiquent que son grand-père était le maître-charpentier chargé de la construction des transepts de la cathédrale d'York, tandis que d’autres indiquent que l’on ne sait rien de ses ancêtres. Il était docteur en théologie et avait probablement étudié à l'Université d'Oxford. Il fut nommé chancelier de York le 17 février 1280 mais démissionna de ses fonctions le 16 juin 1290.

### Archevêque d'York
Thomas de Corbridge fut élu archevêque d'York le 12 novembre 1299.
Il meurt le 22 septembre 1304 à Laneham, Nottinghamshire. Selon Walter de Guisborough, la cause de sa mort était la rage du roi Édouard Ier, parce que l'archevêque n'avait pas placé le candidat du roi à un poste pour lequel il y avait aussi un candidat du pape: le roi fit tellement peur à l'archevêque qu'il tomba malade et mourut. Il est enterré dans Southwell Minster.
Pendant son temps comme archevêque, il n'a jamais quitté son diocèse à l'exception des parlements, car il était très occupé à visiter son diocèse.